# Телефонуй!
«Телефонуй!» — третій студійний альбом чернівецького поп-панк гурту Серцевий Напад, виданий 1 квітня 2019 року, який музиканти приурочили п'ятнадцятій річниці існування формації.

## Список пісень
| #   | Назва             | Тривалість |
| --- | ----------------- | ---------- |
| 1.  | «Лузер»           | 3:18       |
| 2.  | «Лента за лентою» | 2:30       |
| 3.  | «Гори»            | 4:51       |
| 4.  | «Пєрємєн»         | 4:17       |
| 5.  | «Ок»              | 2:35       |
| 6.  | «Досить»          | 2:59       |
| 7.  | «5 хвилин»        | 4:10       |
| 8.  | «Телефонуй!»      | 4:13       |
| 9.  | «Сім'я»           | 4:02       |
| 10. | «Гоу фак йоселф»  | 4:19       |
| 11. | «Судний день»     | 3:30       |

## Оцінка критиків
- |                               | Якщо раніше Серцевий Напад більше асоціювались з класичним скейт-панком, а загалом з найяскравішими його представниками: Sum 41 та Blink-182, то тепер ми маємо справу з більш складним сплавом елементів класичного панку, фаст-мелодик-панку та мелодик-хардкору, який звучить справді досить цікаво. Тут вам і знайомі програші в стилі NoFx, і, наче взяті прямо з пісень Lagwagon, качові гітарні рифи, а в “Судному дні” хлопці взагалі викотили зовсім неочікувану суміш металкору та хардкор-панку, типу американців “Cosmogyral”, але звісно зі скромнішим вокалом... |
| — - UA ROCK: Музика-Доступна. | |

|               | Ми не знаємо за кого голосували музиканти “Серцевого нападу”. Але ми точно знаємо, що це притомні люди, які мають свою позицію, які грають свою музику. Звісно, можна краще, є куди рости. Та альбом “Телефонуй” – це добра робота, на міцних 10 балів з 12... |
| — - Артефакт. | |